# ريلين
الريلين هو بروتين يساعد في تنظيم عمليات الهجرة العصبية. إلى جانب هذا الدور الهام في وقت مبكر من التنمية، فأن له دور هام في الكبر. كما قد يلعب دورا في مرض الزهايمر ، والصرع ، ومرض التوحد.